# العلاقات الفيتنامية اللوكسمبورغية
العلاقات الفيتنامية اللوكسمبورغية هي العلاقات الثنائية التي تجمع بين فيتنام ولوكسمبورغ.

## مقارنة بين البلدين
هذه مقارنة عامة ومرجعية للدولتين:
| وجه المقارنة                                              | فيتنام           | لوكسمبورغ                                                     |
| --------------------------------------------------------- | ---------------- | ------------------------------------------------------------- |
| المساحة (كم2)                                             | 331.69 ألف       | 2.59 ألف                                                      |
| عدد السكان (نسمة)                                         | 94.66 مليون      | 599.45 ألف                                                    |
| الكثافة السكانية (ن./كم²)                                 | 285.39           | 231.45                                                        |
| العاصمة                                                   | هانوي            | لوكسمبورغ                                                     |
| اللغة الرسمية                                             | اللغة الفيتنامية | اللغة اللوكسمبورغية، لغة فرنسية، اللغة الألمانية              |
| العملة                                                    | دونغ فيتنامي     | يورو، فرنك لوكسمبورغ                                          |
| الناتج المحلي الإجمالي (بليون دولار)                      | 234.19 مليار     | 62.40 مليار                                                   |
| الناتج المحلي الإجمالي (تعادل القوة الشرائية) بليون دولار | 553.42 مليار     | 58.13 مليار                                                   |
| الناتج المحلي الإجمالي الاسمي للفرد دولار أمريكي          | 2.48 ألف         | 101.45 ألف                                                    |
| الناتج المحلي الإجمالي للفرد دولار أمريكي                 | 5.63 ألف         | 101.93 ألف                                                    |
| مؤشر التنمية البشرية                                      | 0.666            | 0.892                                                         |
| رمز المكالمات الدولي                                      | +84              | +352                                                          |
| رمز الإنترنت                                              | .vn              | .lu                                                           |
| المنطقة الزمنية                                           | ت ع م+07:00      | توقيت وسط أوروبا، ت ع م+01:00، ت ع م+02:00، أوروبا/لوكسمبورج ‏ |

## منظمات دولية مشتركة
يشترك البلدان في عضوية مجموعة من المنظمات الدولية، منها:
| علم المنظمة | اسم المنظمة                        | تاريخ انضمام فيتنام | تاريخ انضمام لوكسمبورغ |
| ----------- | ---------------------------------- | ------------------- | ---------------------- |
|             | بنك التنمية الآسيوي                | 1966                | 2003                   |
|             | مؤسسة التنمية الدولية              | 24 سبتمبر 1960      | 4 يونيو 1964           |
|             | يونسكو                             | 6 يوليو 1951        | 27 أكتوبر 1947         |
|             | وكالة ضمان الاستثمار متعدد الأطراف | 5 أكتوبر 1994       | 29 أغسطس 1991          |
|             | الأمم المتحدة                      | 20 سبتمبر 1977      | 24 أكتوبر 1945         |
|             | الفريق المعني برصد الأرض           | ?                   | ?                      |
|             | الاتحاد البريدي العالمي            | ?                   | ?                      |
|             | البنك الدولي للإنشاء والتعمير      | 21 سبتمبر 1956      | 27 ديسمبر 1945         |
|             | الاتحاد الدولي للاتصالات           | 24 سبتمبر 1951      | 2 مارس 1866            |
|             | منظمة حظر الأسلحة الكيميائية       | ?                   | ?                      |
|             | مؤسسة التمويل الدولية              | 4 أغسطس 1967        | 4 أكتوبر 1956          |
|             | منظمة التجارة العالمية             | 11 يناير 2007       | ?                      |
|             | منظمة الشرطة الجنائية الدولية      | ?                   | ?                      |

## وصلات خارجية
- موقع وزارة الخارجية الفيتنامية
- موقع وزارة الخارجية اللوكسمبورغية